# Torkil Lauesen
Torkil Lauesen (født i 1952) er en dansk kommunistisk forfatter og tidligere medlem af Blekingegadebanden. I forbindelse med sit antiimperialistiske arbejde har han rejst i Libanon, Syrien, Zimbabwe, Sydafrika, Filippinerne og Mexico. Han er i øjeblikket medlem af Internationalt Forum.
Efter Blekingegadebandens røveri af Købmagergades Postkontor torsdag den 3. november 1988 blev han anholdt den 13. april 1989 og dømt den 2. maj 1991. Han afsonede sin fængselsstraf i Vridsløselille Fængsel, indtil han blev løsladt på betinget den 13. december 1995.[kilde mangler]
Nørrebros lokaludvalg ansatte ham til at arbejde som bydelsrådgiver i Københavns Kommune i 2000, hvor han arbejdede i flere år. I 2020erne har han holdt foredrag, hvor han uden anger beretter om voldelige overfald, som han blev anklaget for at begå, men som han ikke blev dømt for.